# ディック・ウィルソン (オグララ族)
リチャード A ."ディック" ウィルソン （1934年4月29日 - 1990年1月31日）は、サウスダコタ州の「パインリッジ･インディアン保留地」の、オグララ・スー族部族議会議長。任期は1972年から1975年まで。

## 来歴
スー族インディアンと白人の混血。パインリッジ保留地の住宅局で配管工を務めた。妻と10人の子供がいた。
1960年代初頭に利権の悪用が発覚して告訴され、妻とともに保留地から追放された。数年後に保留地に舞い戻り、オグララ・スー部族会議でパインリッジの村の代表となり、部族会議では労働委員会議長となったが、部族政府の予算を不正横領して再び告訴された。

### 部族会議議長となる
1972年4月、現職のジェラルド・ワンフェザーに対抗して部族議長選挙に出馬。パインリッジに限定せず保留地全域で激しい選挙運動を行い、伝統派と部族会議派の支持を求めた。ちょうど、ネブラスカのゴードンで、オグララ・スー族のレイモンド・イエローサンダーが若い白人のグループに面白半分になぶり殺しにされた事件があり、これに対する弾劾抗議がオグララ族と「アメリカインディアン運動」（AIM）によって組織されていたが、ウィルソンはこれを支持していた。選挙は接戦となったが、保留地の9地区の過半数の票を得た。パインリッジ地区では圧勝だった。
トーマス・ジェファーソンが構想し、アンドリュー・ジャクソンによって推進されたインディアンの保留地政策は、いずれ全国土を合衆国のものとするまで、すべてのインディアン部族のための領土を「保留地」として「取っておき（Reserve）」、連邦管理官を置いて合衆国の管理下に置くというものだった。インディアンの社会は合議制に基づいており、「権力者」としての首長は存在しない。しかし、合衆国は同化政策を進めるうえで、保留地に「部族会議」を設置し、合衆国に都合のよい人物を「部族会議議長」として据えた。
白人のいいなりとなって「議長」が部族民にあれこれと指図する首長制は、すべてを共有する文化を持つインディアンたちにとっては馴染まないものだった。20世紀に入ると、全米の保留地は「部族会議派」と、これに反発して昔ながらの共同体を保つ「伝統派」に二分された。このため、合衆国は「インディアン管理局」（BIA）を通じて、より彼らの支配に通じやすい、1/2ないし1/4の混血インディアンを議会に送り込んだ。彼らは純血のインディアンに比べ、共同体意識も薄く、BIAにすればより御しやすかったからである。ウィルソンもそうした連邦政府の傀儡としての部族議長だった。マリー・クロウドッグはウィルソンを、「部族会議始まって以来の最悪きわまる議長だった」と語っている。
1972年4月10日、オグララ族部族会議議長に就任すると、すぐに議会で強権を振るい始めた。就任最初の週で、議会メンバーのバージル・L・キルズストレートを排斥し、正式な部族の評議会を通さずに5人のメンバーによる行政委員会によって議会を支配し、部族会議へは事後報告するだけだった。ウィルソンは部族民に言論や集会の自由、またパウワウさえ禁止し、ウィルソンに批判的な者たちは、その理由のみで追放された。公衆衛生局から5人の同僚とともに職を解かれたエレン・ムーブス・キャンプはこう述べている。
「ウィルソンが議長になってから、部族会議は彼の私有物になってしまった。彼の選挙運動は、村々に牛を引いてきて、そこで牛を殺して肉を分配するというやり方でした。みんなそれにだまされた。よほどパインリッジの人たちは腹をすかせてたんでしょう。」

### 独裁者となる
ウィルソンの主な支持者はパインリッジの町民だったが、町の外にいる「伝統派」はウィルソンに批判的だった。彼は混血をひいきし、失業率が過半数である保留地の中で、自分の親戚縁者に部族内の主要な役職を与え、重用した。連邦政府に保留地内の部族の土地323㎢を国立公園用地として明け渡し、政治資金の援助を受けた。アメリカの極右集団ジョン・バーチ協会の思想を喧伝し、同協会のプロパガンダ映画を上映した。また、私設の暴力団を組織し、ウィルソンに反対する部族民の家に放火させ、銃弾を浴びせて脅迫し、殺した。先述のエレン・ムーブス・キャンプは次のように語っている。
「部族警察は彼の言いなりでした。BIA警察も全く黙認していました。ウィルソンの暴力団はウィルソンを少しでも批判する者を探し出しては、脅迫や暴行を加え、家に放火しました。連邦政府がなぜこんな暴力団を容認するのか理解できませんでした。私たちは自衛のため武装し始めましたが、こんなことは前代未聞でした。」
こうして、全米最貧困地帯であるパインリッジ・インディアン保留地は、部族会議と部族民の間での市民戦争、内戦状態となった。
1972年11月初旬、エレン・ムーブス・キャンプら4人のスー族女性がウィルソン弾劾運動を組織し、ちょうどワシントンへの「破られた条約の旅行進」とBIA本部ビルの占拠抗議を決行していたインディアン権利団体「アメリカインディアン運動」（AIM）に助けを求めた。AIMもこれを快諾、オグララ族と連携を取ることとなった。

### 「グーンズ」の結成
1972年12月26日、ウィルソンはAIMの動向に警戒を強め、パインリッジの家族に会いに来たAIMのデニス･バンクスとラッセル・ミーンズの二人を違法逮捕し、保留地からの即日退去を命じたが、二人はこれを拒絶した。
二人の逮捕に怒ったパインリッジの部族民は「インディアン管理局」（BIA）にウィルソン罷免の要求を行ったが、BIAは取り合わず、むしろウィルソンの強権を後押しし、「権限強化予算」として「部族警備隊」設立のため6万3千ドルを提供した。これに加えてさらに高速道路補修予算を使って、ウィルソンは私設暴力団を高性能ライフルで武装強化させ、暴力組織「オグララ国守護隊」（GOON）を組織した。伝統派のスー族はこの「オグララ国守護隊」を、「グーンズ」（GOONs、ごろつき、愚か者）と呼んだ。
オグララ族の伝統派の長老や酋長たちは合議を開き、テロ被害を覚悟の上で、ウィルソンの辞任要求を正式に発表した。だがウィルソンは議長権限で弾劾公聴会の延期を繰り返し、これに応じなかった。
1973年1月、200人からなるAIMは、「全米で最も人種差別的な州サウスダコタで、最も人種差別的な町」と呼ぶラピッドシティーに集結し、各保留地のスー族とともに連日インディアンに対する差別と暴力に対する抗議デモを行い、ラピッドシティーのインディアンにボイコット抗議を呼びかけて、町の凍結宣言を出した。この一触即発の気配のなか、1月20日、スー族のウィズリー・ハートブルという20歳の青年が酒場で白人に刺殺された。この事件はカスター市で裁判にかけられたが、市はインディアンたちを逮捕し、強制退去させようとしたため乱闘となり、商工会議所が焼け落ちる事件となった。AIMは続いてパインリッジへとキャラバン隊を進めた。ウィルソンはAIMを「ゴロツキ、共産主義者、過激派の集団」と呼んでBIAと連携を取った。
ウィルソンに選任されたデビッド・ロング部族会議副議長は、ウィルソンへの批判を高め、ラッセル・ミーンズを保留地に招いた。これに対しウィルソンはミーンズの立ち入りを禁じ、次のような公示を行った。
「報奨金！　ラッセル･ミーンズの三つ編み1本50ドル、2本で300ドル、全身の漬物なら1000ドル」
それでもラッセル・ミーンズがパインリッジに出向いてくると、ウィルソンはグーンズを使ってミーンズをリンチし、警棒で殴られたミーンズは頭蓋骨にひびが入る怪我をした。続いて自分が選んだ部族会議副議長のデビッド・ロングを「AIMを公認した」との理由で罷免した。ロングはこう述べている。
「ウィルソンは暴力で人々の口を封じ、議会に圧力をかけた。彼は権力が欲しいのだ。私の家の窓には弾痕がいくつもあるし、馬は8頭も撃ち殺された。」

### 「OSCRO」、「AIM」との対立
1973年2月、エレン・ムーブス・キャンプやグラディス・ビソネットらスー族女性が中心となり、長老、酋長、呪い師による会議を経て、オグララ族は対ウィルソン弾劾組織「オグララ・スー権利組織」（Oglala Sioux Civil Rights Organization＝OSCRO）を結成した。委員長にはグラディス・ビソネットの息子であるペドロ・ビソネット青年が選ばれた。OSCROはウィルソンを弾劾し、賛同者を増やし、ウィルソンによる腐敗政治が暴かれていった。OSCROは議会にウィルソンの辞職勧告を迫ろうとしたが、グーンズによる脅迫とテロによって部族民からの署名は集められなかった。
1973年2月9日、デビッド・ロング、バージル・キルズストレート、ホバート・キースら、ウィルソンに解任された議会メンバー4人は部族会議で、OSCROが集めた証拠による、身内の職員雇用、予算会議の無視、部族財産の個人流用2件、会計監査報告書の改竄、議会による呼び出しの無視、住宅局を無視した経営委員会運営、不当逮捕の8件の告発を行い、公聴会を求めた。部族会議は11対7の投票で決定延期とした。告発に必要な票は総数の2/3で、1票足りなかった。
1973年2月22日、公聴会が始まり、ヴィンセント・サンダーブルの弾劾委員長就任が満場一致で決定した。弾劾手続きは翌日始まった。ウィルソンは議長権限を振りかざして公聴会を延期させ、サンダーブルもこれを認めた。訴追者側が退席した後、議会は14対0の票決で弾劾公聴会を終わらせた。
AIMの動きに対し、ウィルソンは部族会議の建物を、レッドネックを多数加え、重武装させたグーンズに護衛させた。また、アメリカ連邦政府に連邦憲兵隊の出動を要請し、これに応えて州警察やFBIも、マシンガンやロケット砲を備えた戦車や特殊車両を30台用意して援助し、BIA事務所、学校、郵便局などに武装した兵を配置した。
1973年2月27日、スー族の長老と酋長たちはOSCROとともに、多数の部族を交えたAIMメンバーを招いて再び対ウィルソンの大会議を開いた。スー族の女たちは決死の覚悟を伝え、男たちも呼応した。彼らは83年前に合衆国によってスー族が大虐殺された「チャンクペ・オピ」（ウーンデッド・ニー）で戦いの狼煙を上げることを決定した。彼らは聖なるパイプを回し飲みして「大いなる神秘」に誓いを立てた。夕刻、会議場の外の600人のスー族に、ラッセル・ミーンズはこう宣言した。
「我々は合議の結果、ポーキュパイン村で大集会を開くと決定した。みなさんもどうぞご同行ください。」

### ウーンデッド・ニー占拠での攻防
OSCROとスー族、AIMの老若男女は、ウーンデッド・ニーでスー族相手に暴利をむさぼる白人業者ギルダースグレイブのウーンデッド・ニー交易店を占拠し、部族民から巻きあげた権利書や年金小切手を奪還した。続いて向かいにある聖心カトリック教会を占拠し、塹壕を掘ってここを本拠とした。
ウィルソンはグーンズ、BIA警察、州警察、FBIの250人を超える包囲隊を結成した。ポーキュパイン村に、ペンタゴンの指令を受けて、全米から派遣された連邦憲兵隊が殺到した。米軍はウィルソンのために、M113装甲兵員輸送車を16台、戦闘用ヘリコプター3機、F4ファントム戦闘機を投入し、現代アメリカにおけるインディアン民族の決起は、全世界に衝撃を与えた。かれらの占拠に呼応した南米ブラジル、チリ、アルゼンチンの少数民族がデモ行進を行い、全米からインディアンや支援白人が占拠に加わった。
ウィルソンは彼に批判的な地元紙「シャノン郡ニュース」の発行人宅を爆破し、発行人の妻を負傷させ、編集所を破壊した。「シャノン郡ニュース」はウィルソンのことをいつも、「馬鹿用の飲み薬をあてがわれて出世した、BIAの能なし間抜け」と呼んでいた。一方、インディアン支援の動きも広がり、3月7日には支援物資の飛行機投下が行われ、ウィルソンを怒らせた。
この日、占拠団は連邦政府に初の交渉を呼びかけたが、合衆国はこれを拒絶し、「降伏なければ全面攻撃する」との通告を出した。対するインディアンたちはパイプを回し飲みして精霊に誓い、戦いの歌を歌って決死の姿勢を取った。流血の機運は高まり、これを伝えるテレビの報道番組の視聴率は90％を超えた。ホワイトハウスには攻撃中止を訴える電話電報が殺到したが、その数はケネディ大統領暗殺以来のことだった。
3月11日、オグララ族はウィルソンに対抗し、「オグララ国独立宣言」を公布。全米の黒人団体、チカーノ団体が占拠支持を表明、占拠地を表敬訪問し、全米の報道がその動向を刻一刻と報じた。ウィルソンはマスコミにこう答えて見せた。
「間違いなくウーンデッド･ニーで誰かが死んでいくのさ。奴らが死んだとしても、さぁて、そんなものはボールが弾むのと同じこった。」
占拠を視察したアメリカ空軍の空挺師団参謀長ボルニー・ワーナー大佐は、「インディアンは無害である」とし、連邦保安官らをさんざん嘲笑って帰った。連邦政府も全世界が報じるこの長期占拠の中で、妥協案を示し始めた。ウィルソンはこれに憤慨し、声明を出した。
「この占拠は共産主義者による、役人、州知事の辞職を迫り、社会を混乱に陥れようという長期的な陰謀だ。我々はこれに対抗して愛国義勇軍として18歳以上の頑健な男子を募集する。ぜひ参加して欲しい。　指揮官には海兵隊のチェスティ・プラー将軍を招くつもりだ。我々が君たちを組織化し訓練しよう。連邦政府が腰砕けとなれば、我々がウーンデッド･ニーを攻撃し、トカス（インディアン）、ワシチュース（白人）、ハサパス（黒人）、スピオラス（ヒスパニック）、そしてヒッピーを殉教者として皆殺しにしてやろうではないか」
4月17日に再び大規模な支援物資の飛行機投下が行われ、また地上では徹底的な検閲のなか、夜陰に紛れて援助に訪れるインディアンを始め、多人種グループは引きも切らなかった。このなか、4月27日に支援参加したチェロキー族・アパッチ族のフランク・クリアウォーターが射殺された。クリアウォーターは命を捧げたウーンデッド・ニーに埋葬されることを望んだが、ウィルソンはクリアウォーターがスー族でないことを理由に埋葬を許可しなかった。同じく射殺されたオグララ族のバディ・ラモントの埋葬も阻止しようとしたが、これは果たせなかった。
1973年5月8日、71日間にわたる占拠を解いて、占拠団は撤退を開始し、「ウーンデッド・ニー占拠抗議」は終わった。

### ウーンデッド・ニー占拠の後

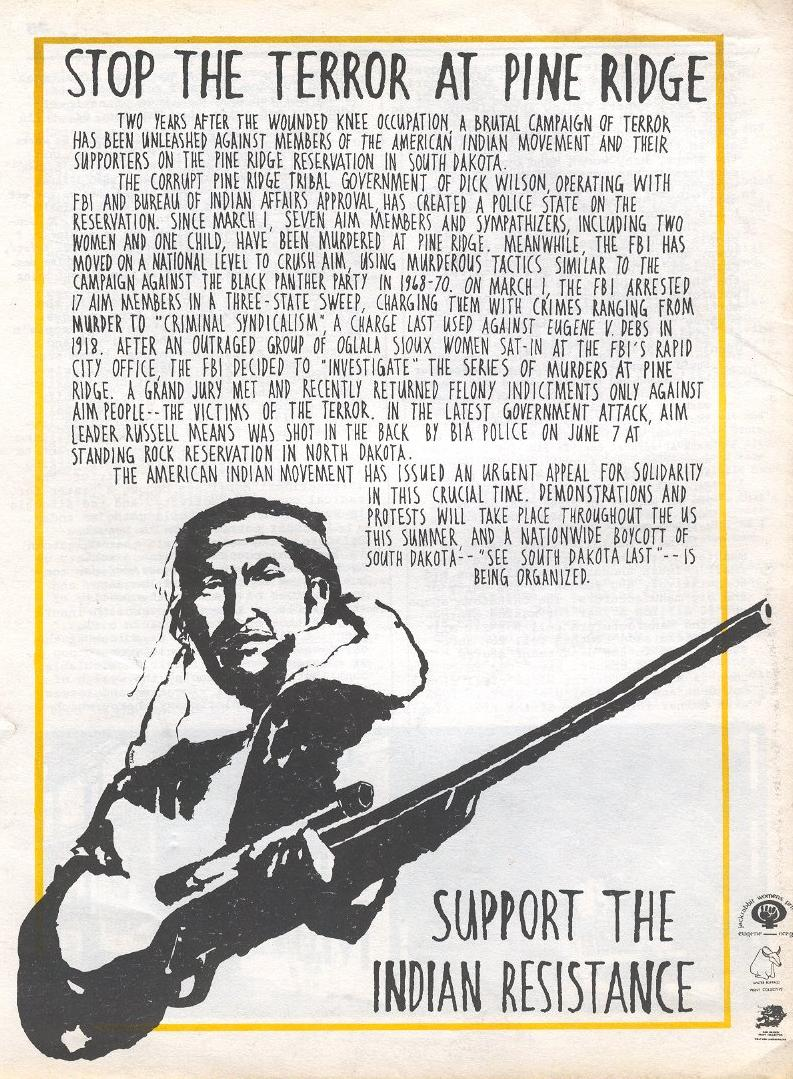
「パインリッジでのテロを止めろ！」と題したウエザーマン新聞（1975年）

BIAやウィルソンは徹底的な部族民のテロ弾圧を行った。家々に銃弾や爆弾が撃ち込まれ、目を撃ち抜かれた7歳の少女もいた。その後三年間で、ウィルソンの部下によって殺されたスー族部族民は100人以上と伝えられている。
OSCRO代表のペドロ・ビソネットは10月17日にBIA警察によって射殺された。ラッセル・ミーンズもスタンディングロック保留地でBIA警察に背後から撃たれ重傷を負った。ペドロ・ビソネットの義姉のジャネット・ビソネットも射殺された。
1974年2月7日、ラッセル・ミーンズら12人の候補者が議長選挙に名乗りを上げると、投票箱を地下室に持ち込み、密室で非公開の開票を行うなどの不正を行った。それでも得票はミーンズの方が上回ったがウィルソンはこれを弾圧し、裁判所を通じてミーンズの保留地退去を振りかざして議長の座を降りなかった。
1975年1月17日、議長選挙で和平派のアル・トリンブルに敗れる。地元新聞はウィルソンの動向をこう伝えた。「ウィルソンは選挙での敗北に怒り狂っている。彼は、彼を落とした人達に、死と破壊を約束した」。ウィルソンは4月までの残り任期3か月をかけて、部族民への嫌がらせを徹底的に行った。1月31日、トリンブルの最大支持母体のワンブリー村をグーンズを使って襲撃、家々に銃弾を浴びせた。AIM支援者ガル・ダル・ナイフの家を襲い、FBIはダル・ナイフ夫妻を逮捕した。
さらにジェームズ・アブレズク合衆国上院議員の息子で、ウィルソンに批判的なチャーリー・アブレズクの自宅を爆破し、彼を保留地から追い出した。また政敵のバイロン・デサルサ検事の自動車を待ち伏せして自動小銃で射殺した。2月27日に4人のAIM弁護士の暗殺を指示したとして告発された。ウィルソン調査のため保留地を訪れた4人の弁護士と2人の助手は、パインリッジの空港でグーンズから暴行を受け、病院送りとなったのである。ウィルソンはなおもグーンズを使って脅迫とテロを続けた。オグララ村は、グーンズのテロからの警護要請をAIMに打診した。
1975年6月26日、オグララ村で、警護に当たっていたAIMの学生ジョー・キルズライトと、FBIのロナルド・ウィリアムとジャック・コーラーが銃撃戦となり、3人とも死んだ。オグララ村にはデニス・バンクスやレナード・ペルティエらAIMメンバーが大勢、ティーピーの共同体キャンプを張っており、ウィリアムとコーラーは「カウボーイブーツの盗難捜査」という名目で、このキャンプを襲ったのだった。
最後の犠牲者はミクマク族AIMのアニー・マエ・アクアッシュだった。彼女はワンブリー村の雑木林の雪の中で頭に銃弾を撃ち込まれた死体となって見つかった。ここに至っても連邦政府は反AIMの姿勢を変えなかった。FBIは「指紋を調べるため」という理由で彼女の両手首を切断してワシントンに送った。結局ペルティエとレオナルド・クロウドッグが逮捕され、レナード・ペルティエは政治犯として無実のまま現在も服役中である。

## 晩年
1976年、再び議会選挙に敗れ、パインリッジから出て行った。1990年に死んだが、このときには再びパインリッジに戻って再出馬を画策していた。死因は腎不全と心臓肥大だった 。